# Escobaria lloydii
Escobaria lloydii är en kaktusväxtart som beskrevs av Nathaniel Lord Britton och Joseph Nelson Rose. Escobaria lloydii ingår i släktet Escobaria och familjen kaktusväxter. Inga underarter finns listade i Catalogue of Life.